# Call Me Maybe
Singles de Carly Rae Jepsen
Sour Candy
(2009) Curiosity
(2012)
Call Me Maybe est une chanson de la chanteuse canadienne Carly Rae Jepsen extraite de son maxi Curiosity, sorti en 2012. La chanson est sortie en tant que 1er single du maxi le 20 septembre 2011. Elle a été écrite par Carly Rae Jepsen, Josh Ramsay et Tavish Crowe. Après les jeunes chanteurs de musique pop, Justin Bieber et Selena Gomez, c'est au tour de Carly Rae Jepsen d'attirer la scène internationale, elle signe pour le label Schoolboy Records qui sort son single aux États-Unis. Produit par Josh Ramsay, Call Me Maybe est une chanson de pop avec des sonorités de dance-pop et disco. Les paroles traitent de ce que ressent une fille qui vient juste de tomber amoureuse d'un garçon. Les critiques ont été globalement positives sur la chanson, notamment pour sa composition et le contenu des paroles.
Call Me Maybe a rencontré un grand succès commercial à travers le monde, et surtout dans les pays anglo-saxons où le single se classe numéro un en Australie, en Nouvelle-Zélande, en Irlande, en Écosse et au Canada. Le single se classe également bien en Europe, classé dans le top 10 en Belgique (Flandre et Wallonie compris), en République tchèque, au Danemark, aux Pays-Bas, en Norvège, en Suède et en France. Au Canada, pays fortement influencé par la musique américaine, Carly Rae Jepsen est la 5e artiste à arriver numéro un dans son pays d'origine. Aux États-Unis, Call Me Maybe atteint la 1re place du Billboard Hot 100 et du classement Pop Songs.
Le clip vidéo met en scène Carly Rae Jepsen qui essaie d'attirer l'attention de son jeune voisin, qui se révèle en fait être homosexuel à la fin du clip. La chanteuse a interprété cette chanson en live à plusieurs reprises dont notamment le Ellen DeGeneres Show où elle fait ses débuts dans les télévisions américaines.
En octobre 2017, le clip vidéo atteint le milliard de visionnages sur YouTube.

## Genèse et composition
Call Me Maybe est écrit et produit par Josh Ramsay, Jepsen et Tavish Crowe ont également écrit la chanson. Au Canada, il s'agit de la 1re chanson de Carly Rae Jepsen sortie sous le label 604 Records le 20 septembre 2011. En janvier 2012, les chanteurs de pop Justin Bieber et Selena Gomez qui étaient au Canada, ont entendu cette chanson à la radio. Ces deux artistes ont tweeté Carly Rae Jepsen sur leurs profils Twitter personnels respectifs, Jepsen a alors attiré l'attention internationale, elle signe donc pour le manager Scooter Braun de Schoolboy Records. Scooter Braun déclare que « Justin Bieber n'avait jamais fait la promotion pour un artiste comme ça avant. Il m’envoie souvent des liens de vidéos YouTube de différents artistes avec qui, il aimerait travailler mais jamais avec une artiste qui a déjà une chanson et qui est déjà diffusé en radio. »
Call Me Maybe est une chanson aux influences dance-pop et RnB,. Les paroles traitent de l'inconvénient et de l'engouement d'un amour dès le premier regard décrit Bill Lamb du site About.com. Durant le pré-refrain, les paroles sont : « Ripped jeans, skin was showing/Hot night, wind was blowing/Where you think you’re going, baby? » ce qui se traduit par « Ton regard était ferme, ton jean déchiré laissait apparaître ta peau, la nuit était chaude, le vent soufflait. Où penses-tu aller bébé ? ». Lorsque le refrain commence, en arrière fond, les cordes incorporent le synthétiseur et Jepsen chante : « Hey, I just met you, And this is crazy, But here's my number, So call me maybe » (« Hey, je viens juste de te rencontrer, et c'est fou, mais voici mon numéro, alors appelle-moi, peut-être. »),. Pour la mélodie, le magazine Rolling Stone compare Call Me Maybe à celle de Taylor Swift et de Robyn.

## Accueil

### Accueil critique
Call Me Maybe a bien été accueillie par les critiques professionnelles. Jon Caramanica du New York Times explique que la chanson est « légère et douce, qui raconte un flirt à la façon des chanteurs pop de Disney sur des sentiments numérisés et brusques, des arrangements de gai ». Bill Lamb d'About.com explique que Jepsen est l'un des points forts de la musique canadienne contemporaine, et ajoute que bien que certains déploreront un côté trop « mièvre », le titre « est le genre de chanson que les fans de pop apprécient »,. La journaliste de Rolling Stone Melody Lau considère le titre comme « une chanson dance-pop sucrée… sur l'espérance d'être rappelé après avoir eu le béguin »,, pendant que Kat George de VH1 décrit le style de la chanson comme eurodance. Emma Carmichael de Gawker la décrit comme « la nouvelle perfection de la chanson pop ». Carmichael ajoute que la chanson est « sans défaut » et que « nous serons pratiquement incapables d'échapper à la chanson avec ses cordes disco et que le hook horriblement accrocheur ».

### Performance dans les hit-parades et ventes
Call Me Maybe rencontre un grand succès commercial. Le single entre à la 39e place en Australie le 18 mars 2012. Quatre semaines plus tard, le single se classe numéro un et est certifié disque de platine par l’ARIA, le 9 avril 2012. La chanson reste numéro un durant 5 semaines consécutives avant de se retrouver numéro deux
En Nouvelle-Zélande, même scénario, la chanson atteint également la première place au bout de 4 semaines de présence dans le hit-parade. Le single est certifié disque d'or par la Recording Industry Association of New Zealand (RIANZ) avec plus de 7500 unités. Call Me Maybe est également numéro un au Canada, après Avril Lavigne, Nelly Furtado, Nikki Yanofsky, et Young Artists for Haiti, Carly Rae Jepsen est la 5e artiste à être numéro un dans son propre pays. À ce propos, Carly Rae Jepsen a déclaré : « C'est un honneur d'être mentionnée parmi ces noms. Ce sont tous des artistes que j'admire, j'ai leur musique. Ils m'influencent lorsque j'enregistre mes chansons. Je n'arrive pas à le croire. C'est cool parce qu'en même temps, j'ai travaillé très dur pour ». Le single est certifié triple disque de platine par l'organisme Music Canada (MC) et s'est vendu à plus de 240 000 exemplaires dans ce pays.
Aux États-Unis, le single atteint la 1re place dans le Billboard Hot 100 et numéro 15 dans le classement Pop Songs. Call Me Maybe se classe également bien en Europe, atteignant la première place dans le classement Ultratip en Belgique (Wallonie), numéro un en Irlande et en Écosse. Le single se classe également dans le top 10 en Belgique (Flandre), en République tchèque, au Danemark, aux Pays-Bas, en Norvège et en Suède.
Au Royaume-Uni, le single entre directement à la première place du hit-parade le 14 avril 2012 avec près de 107 000 exemplaires vendus la première semaine,. La chanson devient la 2e meilleure vente de l'année 2012 effectuée en une semaine d'exploitation, derrière la chanson de DJ Fresh et Rita Ora, Hot Right Now avec 128 000 exemplaires vendus en une semaine en février. Call Me Maybe reste une deuxième semaine numéro un le 15 avril 2012 devant le single événement Boyfriend du chanteur Justin Bieber, également d'origine canadienne. Sur 4 semaines d'exploitation, le single reste numéro un avec 99 569 exemplaires vendus. Carly Rae Jepsen est la première artiste féminine à rester numéro un durant 4 semaines consécutives au Royaume-Uni, grâce à ce single. Le dernier record remonte à l'année 2006 avec la chanteuse britannique Leona Lewis pour la reprise de A Moment Like This.

## Promotion

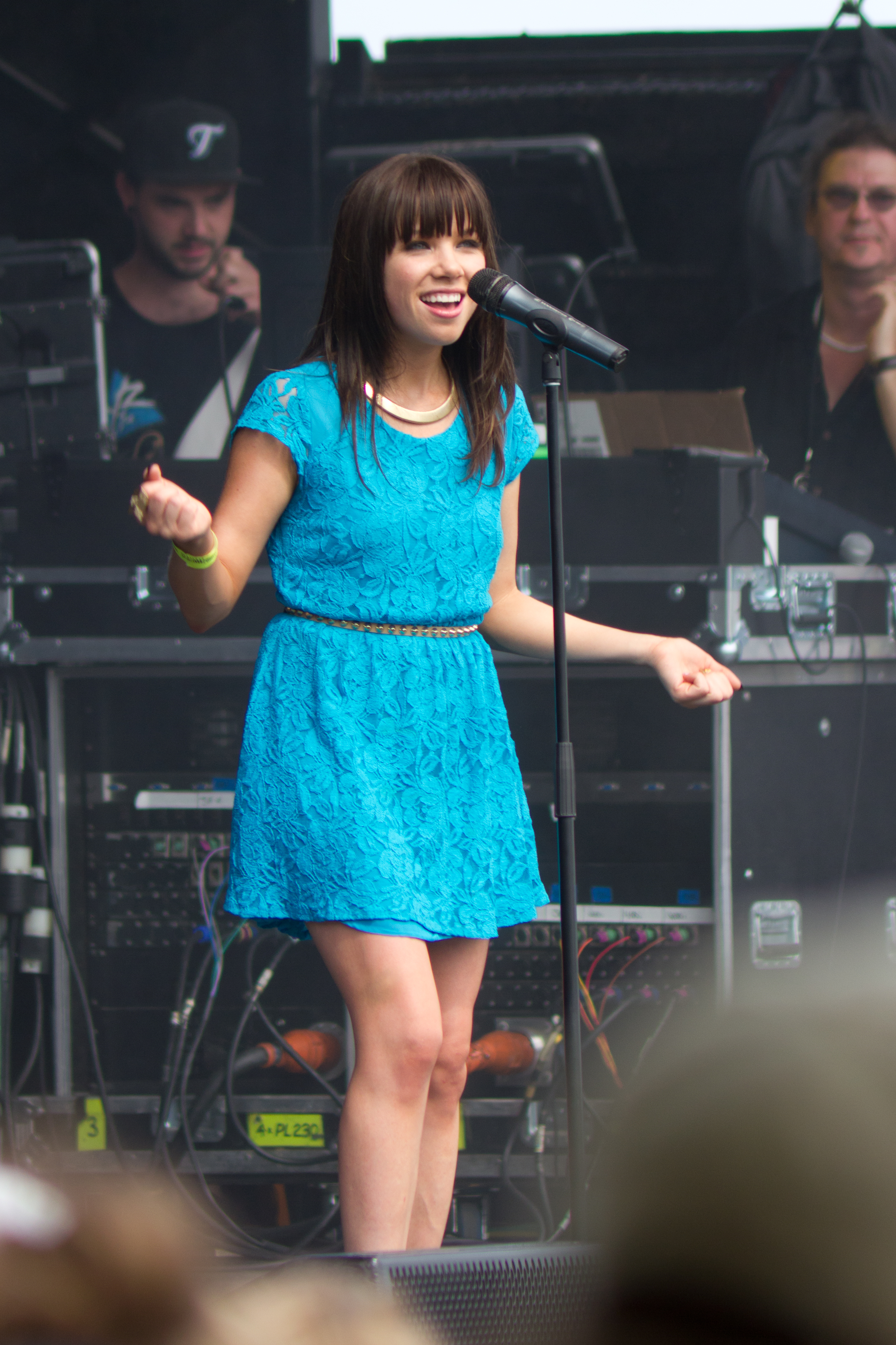
Carly Rae Jepsen en concert, au festival Sound of Music de Burlington, en 2012.

### Clip vidéo
Le clip de Call Me Maybe est réalisé par Ben Knechtel, la vidéo commence par Jepsen qui espionne son beau voisin tatoué interprété par Holden Nowell, qui est en train de tondre la pelouse,. Quand il enlève son t-shirt, il remarque qu'une personne le regarde, Jepsen se cache rapidement en dessous sa fenêtre. La scène se passe alors dans un garage, où la chanteuse répète la chanson avec son groupe de musique. Après les répétitions, ses acolytes la poussent à laver sa voiture, elle essaie alors d'attirer l'attention de son voisin avec des poses variées qui la font finalement tomber par terre. À terre, elle perd connaissance et rêve que son voisin est un prince charmant et l'embrasse. Son voisin la réveille et l'aide à se lever. Le garçon regarde la bande répéter à nouveau la chanson.
Après avoir fini les répétitions, Jepsen prend un stylo et écrit son numéro sur un petit bout de papier. À peine a-t-elle fini d'écrire qu'elle aperçoit son voisin passer son numéro à l'un de ses acolytes masculins.

### Interprétations en direct
Jepsen a interprété en direct Call Me Maybe à plusieurs reprises, la chanteuse avait déjà joué la chanson en introduction de ses représentations alors que le single n'était pas encore sorti,,. Elle a fait ses débuts à la télévision américaine durant le Ellen DeGeneres Show.
Le 26 mars 2012, Jepsen visite l'émission de la matinale, le Morning Show de la station WBBM-FM et interprète en direct Call Me Maybe et Curiosity issue de son EP. Elle est également venue interpréter en version acoustique pour les stations Kidd Kraddick et KISS 92.5,.

## Reprises
Une vidéo alternative par Big Time Rush, Vanessa Hudgens, Ashley Tisdale, Justin Bieber, et Selena Gomez est mis en ligne sur le site de partage vidéo YouTube. La vidéo s'est très vite répandue sur la toile, et a été visionnée plus de 66 millions de fois. La chanteuse Katy Perry a également publié une vidéo de Call Me Maybe avec ses amis le 19 avril 2012. Tribute Team a repris Call Me Maybe, la reprise est restée à la 49e position durant une semaine au Royaume-Uni, dans le UK Singles Chart.
En décembre 2012, les joueurs du Montpellier Hérault Rugby la reprennent de façon parodique pour leur calendrier de l'avent.
La série Glee l'a repris dans l'épisode 1 de la saison 4 par Darren Criss, Jenna Ushkowitz, Heather Morris et Alex Newell. La série Love Victor l'a reprise dans la saison 1 (épisode 3) par George Sear.

## Crédits et personnels
| - Chant: Carly Rae Jepsen - Écriture: Carly Rae Jepsen, Josh Ramsay, Tavish Crowe | - Production: Josh Ramsay |

Crédits extraits du livret de l'album Curiosity, 604 Records, Schooboy Records, Interscope Records.

## Formats et liste des pistes
- Téléchargement numérique[7]

1. Call Me Maybe – 3:13

- CD single

1. Call Me Maybe – 3:13
2. Both Sides Now – 3:53

- EP numérique[42]

1. Call Me Maybe – 3:13
2. Both Sides Now – 3:53
3. Talk to Me – 2:50
4. Call Me Maybe (Instrumental) – 3:13

## Classements et certifications
| Classement (2012)                       | Meilleure position |
| --------------------------------------- | ------------------ |
| Afrique du Sud (Mediaguide)             | 1                  |
| Allemagne (Media Control AG)            | 3                  |
| Australie (ARIA)                        | 1                  |
| Autriche (Ö3 Austria Top 40)            | 3                  |
| Belgique (Flandre Ultratop 50 Singles)  | 2                  |
| Belgique (Wallonie Ultratop 50 Singles) | 2                  |
| Canada (Hot 100)                        | 1                  |
| Corée du Sud (Gaon International)       | 1                  |
| Danemark (Tracklisten)                  | 1                  |
| Écosse (OCC)                            | 1                  |
| Égypte                                  | 2                  |
| Espagne (PROMUSICAE)                    | 7                  |
| États-Unis (Hot 100)                    | 1                  |
| États-Unis (Pop Airplay)                | 1                  |
| États-Unis (Adult Pop Songs)            | 2                  |
| États-Unis (Dance Club Songs)           | 8                  |
| États-Unis (Adult Contemporary)         | 4                  |
| France (SNEP)                           | 1                  |
| France (Club 40)                        | 32                 |
| Finlande (Suomen virallinen lista)      | 1                  |
| Honduras (Top 50)                       | 2                  |
| Hongrie (Rádiós Top 40)                 | 1                  |
| Irlande (IRMA)                          | 1                  |
| Italie (FIMI)                           | 2                  |
| Japon (Hot 100)                         | 3                  |
| Luxembourg (Digital Songs)              | 1                  |
| Malaisie (Malay Muzik Official Chart)   | 1                  |
| Malaisie (Malay Muzik Pop Chart)        | 1                  |
| Mexique (International Airplay)         | 4                  |
| Nouvelle-Zélande (RMNZ)                 | 1                  |
| Norvège (VG-lista)                      | 3                  |
| Pays-Bas (Single Top 100)               | 2                  |
| Pologne (ZPAV)                          | 1                  |
| Tchéquie (IFPI Rádio)                   | 1                  |
| Roumanie (Romanian Top 100)             | 12                 |
| Royaume-Uni (UK Singles Chart)          | 1                  |
| Slovaquie (IFPI Rádio)                  | 1                  |
| Suède (Sverigetopplistan)               | 2                  |
| Suisse (Schweizer Hitparade)            | 1                  |
| Venezuela (Record Report Pop Rock)      | 1                  |

| Classement (2012) | Meilleure position |
| ----------------- | ------------------ |
| Brésil (Hot 100)  | 1                  |

| Classement (2012)      | Position |
| ---------------------- | -------- |
| Belgique (Flandre)     | 6        |
| Belgique (Wallonie)    | 5        |
| Canada                 | 2        |
| États-Unis (Hot 100)   | 2        |
| États-Unis (Pop Songs) | 4        |

| Pays                     | Organisme   | Certification |
| ------------------------ | ----------- | ------------- |
| Allemagne (BVMI)         | 2 × Platine | 600 000       |
| Australie (ARIA)         | 9 × Platine | 630 000       |
| Autriche (IFPI)          | Platine     | 30 000        |
| Belgique (BEA)           | Platine     | 30 000        |
| Canada (CRIA)            | 7 × Platine | 640 000       |
| Danemark (IFPI)          | 4 × Platine | 120 000       |
| Espagne (PROMUSICAE)     | Or          | 20 000        |
| Finlande (IFPI)          | Or          | 5 000         |
| France (SNEP)            | Diamant     | 250 000       |
| Italie (FIMI)            | Platine     | 60 000        |
| Mexique (AMPROFON)       | Platine     | 360 000       |
| Nouvelle-Zélande (RIANZ) | 3 × Platine | 45 000        |
| Pays-Bas (NVPI)          | Platine     | 40 000        |
| Royaume-Uni (BPI)        | Platine     | 1 200 000     |
| Suède (GLF)              | 2 × Platine | 80 000        |
| Suisse (IFPI)            | 3 × Platine | 90 000        |
| États-Unis (RIAA)        | Diamant     | 10 000 000    |

## Historique de sortie
| Région      | Date              | Format                   | Label                    |
| ----------- | ----------------- | ------------------------ | ------------------------ |
| Canada      | 20 septembre 2011 | Téléchargement numérique | 604                      |
| Europe      | 20 février 2012   | Téléchargement numérique | Schoolboy, Interscope    |
| États-Unis  | 22 février 2012   | Téléchargement numérique | Schoolboy, Interscope    |
| Brésil      | 24 février 2012   | Téléchargement numérique | Schoolboy, Interscope    |
| Allemagne   | 24 février 2012   | Téléchargement numérique | Schoolboy, Interscope    |
| Royaume-Uni | 30 mars 2012      | Téléchargement numérique | Schoolboy, Interscope    |
| États-Unis  | 17 avril 2012     | CD single                | Schoolboy, Interscope    |
| Allemagne   | 27 avril 2012     | CD single                | Schoolboy, Interscope    |
| Malaisie    | 29 avril 2012     | Téléchargement numérique | Universal/Geffen Records |